# Čtyřhodinový pracovní týden
Čtyřhodinový pracovní týden s podtitulem Nemarněte celé dny v práci, žijte kdekoli a staňte se „novým bohatým“ je bestseller amerického spisovatele Tima Ferrisse (1977). Česky jej vydalo nakladatelství Jan Melvil Publishing roku 2010.
V USA vyšla kniha The 4-Hour Workweek poprvé v roce 2007, brzy se vyšplhala na první místo v žebříčku listů New York Times, Wall Street Journal i BusinessWeek a autora katapultovala mezi americké celebrity. Před jejím vydáním byl Ferriss neznámou postavou. V USA se následně dočkala 40 dotisků a byla přeložena do 35 jazyků. Český překlad vychází z nového, rozšířeného vydání knihy, které se objevilo v prosinci 2009, a obsahuje poznámky a dodatek pro české čtenáře.

## Téma
Kniha patří do kategorie titulů zabývajících se kariérou, osobním rozvojem a životním stylem. Ferriss v ní shrnuje podstatu toho, co nazývá „lifestyle design“. Jeho základem je maximální efektivnost práce a minidůchody v produktivním věku. Systém „otroč → šetři → odpočívej“, kdy člověk v mládí po celé dny dře a vlastní život jakoby odkládá na důchod, se podle Ferrisse evidentně přežil. Luxusní životní styl, ještě před dvaceti lety vyhrazený jen milionářům, je podle něj dnes dostupný každému a rychle rostoucí subkultura „nových bohatých“ to jen dokazuje.

## Obsah
Základ procesu proměny čtyřicetihodinového pracovního týdne v čtyřhodinový a v „nového bohatého“ se skrývá pod akronymem DEAL (angl. dohoda, ale také úděl), který je zároveň základem slova dealmaker, jež označuje člověka, který se s realitou nespokojuje, ale o ní vyjednává. DEAL je zkratka čtyř hlavních kapitol Ferrissovy knihy: Definice, Eliminace, Automatizace a Liberation čili osvobození.
Definice. Tato kapitola pojednává o stanovení nových cílů a pravidel a o podstatě nového životního stylu.
Eliminace. Ferriss staví na tom, že nejméně 50 % práce lze eliminovat aplikací několika pravidel a triků: především Paretova principu, Parkinsonových zákonů či selektivní ignorace včetně informační diety a omezeného použití komunikačních nástrojů: emailu a telefonu.
Automatizace. Podstatou je přepnutí cash-flow na autopilota, zajištění stálého zdroje příjmů vyžadujícího minimum pozornosti, tedy zejména outsourcing – najímání si k pracovním, ale i soukromým účelům tzv. virtuální asistenty hlavně z rozvojových zemí, jako je Indie, a zavedení pravidla nerozhodování a vzdáleného managementu.
Liberation čili osvobození. Jen za předchozích předpokladů lze aplikovat životní styl s minidůchody. Tato kapitola pojednává především o vymanění se z vazby na jedno místo – o mobilitě. Pozn.: Zaměstnanci by podle Ferrisse měli uplatňovat nový styl nikoli v pořadí DEAL jako podnikatelé, ale DELA.

## Poselství
Ferrissovo poselství zní: Viděl jsem zaslíbenou zemi a mám pro vás dobrou zprávu. Můžete v ní žít i vy.